# Qin Yiyuan
Dans ce nom chinois, le nom de famille, Qin, précède le nom personnel.
Pour les articles homonymes, voir Qin.
Qin Yiyuan, née le 14 février 1973 à Nanning en Chine, est une joueuse professionnelle de badminton. 

## Palmarès en compétitions internationales
| Rang                  | Catégorie    | Année | Lieu                 |
| --------------------- | ------------ | ----- | -------------------- |
| Jeux olympiques       |              |       |                      |
| 3                     | Double dames | 2000  | Sydney, Australie    |
| 3                     | Double dames | 1996  | Atlanta, États-Unis  |
| Championnats du monde |              |       |                      |
| 2                     | Double dames | 1997  | Glasgow, Écosse      |
| 3                     | Double dames | 1999  | Copenhague, Danemark |
| 3                     | Double dames | 1995  | Lausanne, Suisse     |
| Jeux asiatiques       |              |       |                      |
| 3                     | Mixte        | 1998  | Bangkok, Thaïlande   |
| 3                     | Double dames | 1998  | Bangkok, Thaïlande   |
| Championnats d'Asie   |              |       |                      |
| 2                     | Double dames | 1995  | Pékin, Chine         |
| 3                     | Double dames | 1998  | Bangkok, Thaïlande   |